# Hippomobile

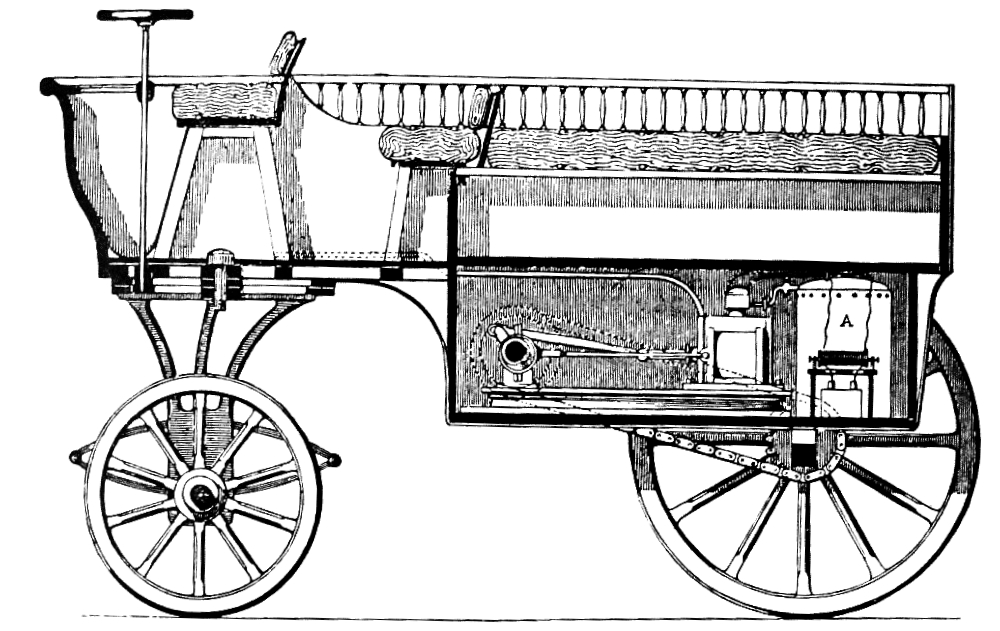
Hippomobile de Lenoir

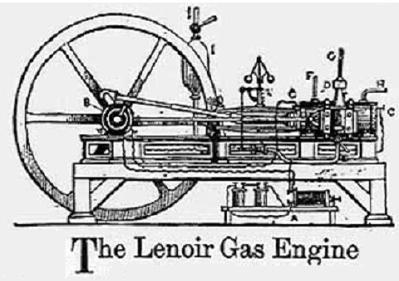
Motor de gas de Lenoir 1860

El Hippomobile es un automóvil construido por Étienne Lenoir en 1863. Estaba equipado con el motor de combustión interna que él mismo había desarrollado en 1860, el denominado motor de gas de Lenoir.

## Historia
El Hippomobile, propulsado por un motor de un cilindro de combustión interna, realizó en 1863 un paseo de prueba de París a Joinville-le-Pont, cubriendo aproximadamente once millas en menos de tres horas.